# 鯨魚座BG
鯨魚座BG，又名CD-23 220，HD 3326、SAO 166400、HR 151，是鯨魚座的一颗恒星，视星等为6.06，位于銀經83.1，銀緯-84.48，其B1900.0坐标为赤經0h 31m 8.3s，赤緯-23° -84.48′ 31″。